# Szarota błotna
Szarota błotna (Gnaphalium uliginosum L.) – gatunek roślin z rodziny astrowatych. Szeroko rozprzestrzeniony w strefie umiarkowanej półkuli północnej – rośnie niemal w całej Europie, w północnej Afryce, w Azji (z wyjątkiem części południowej) oraz w środkowej i północnej części Ameryki Północnej. W Polsce jest dość pospolity na całym obszarze.

## Morfologia

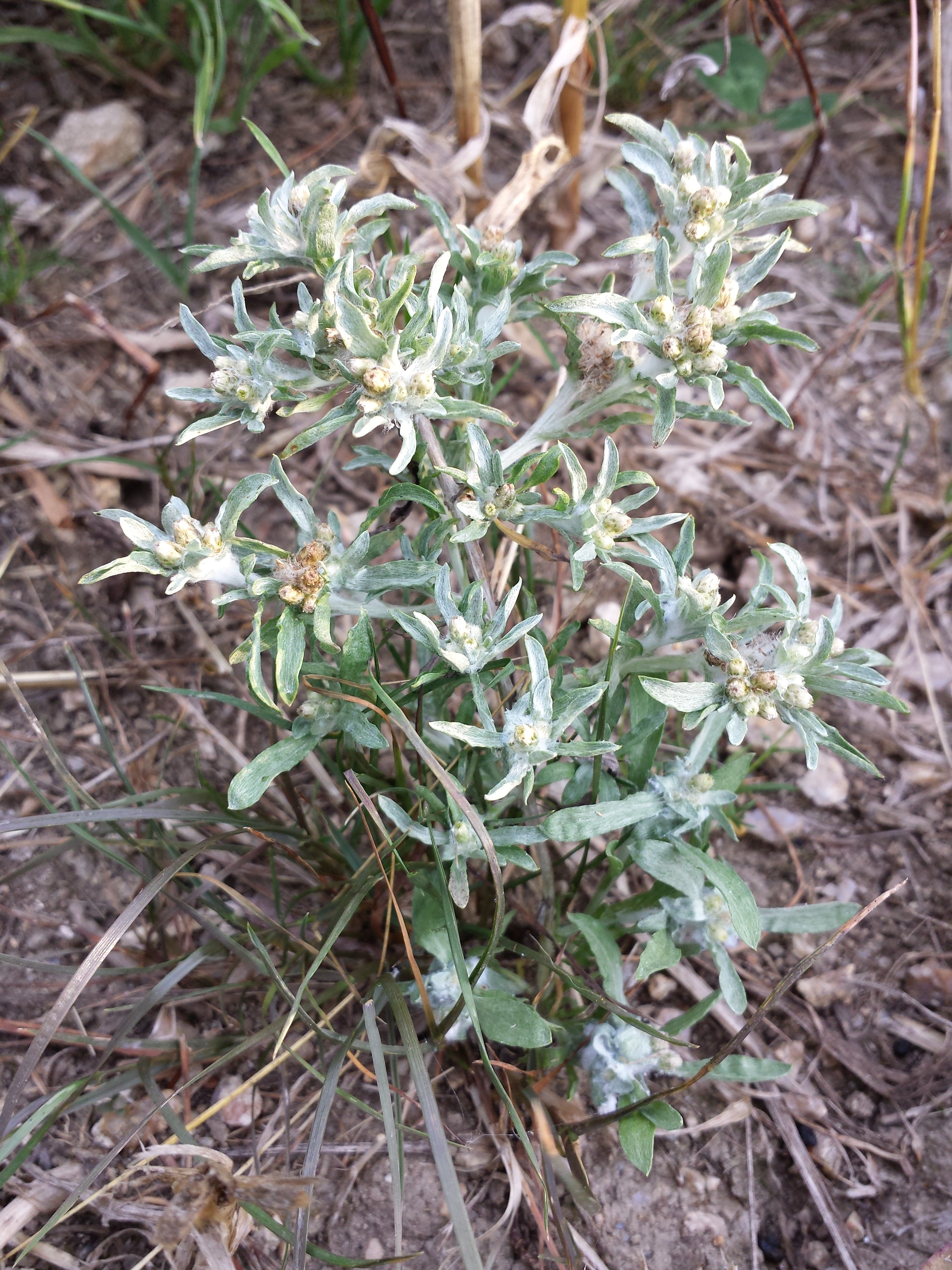
Pokrój

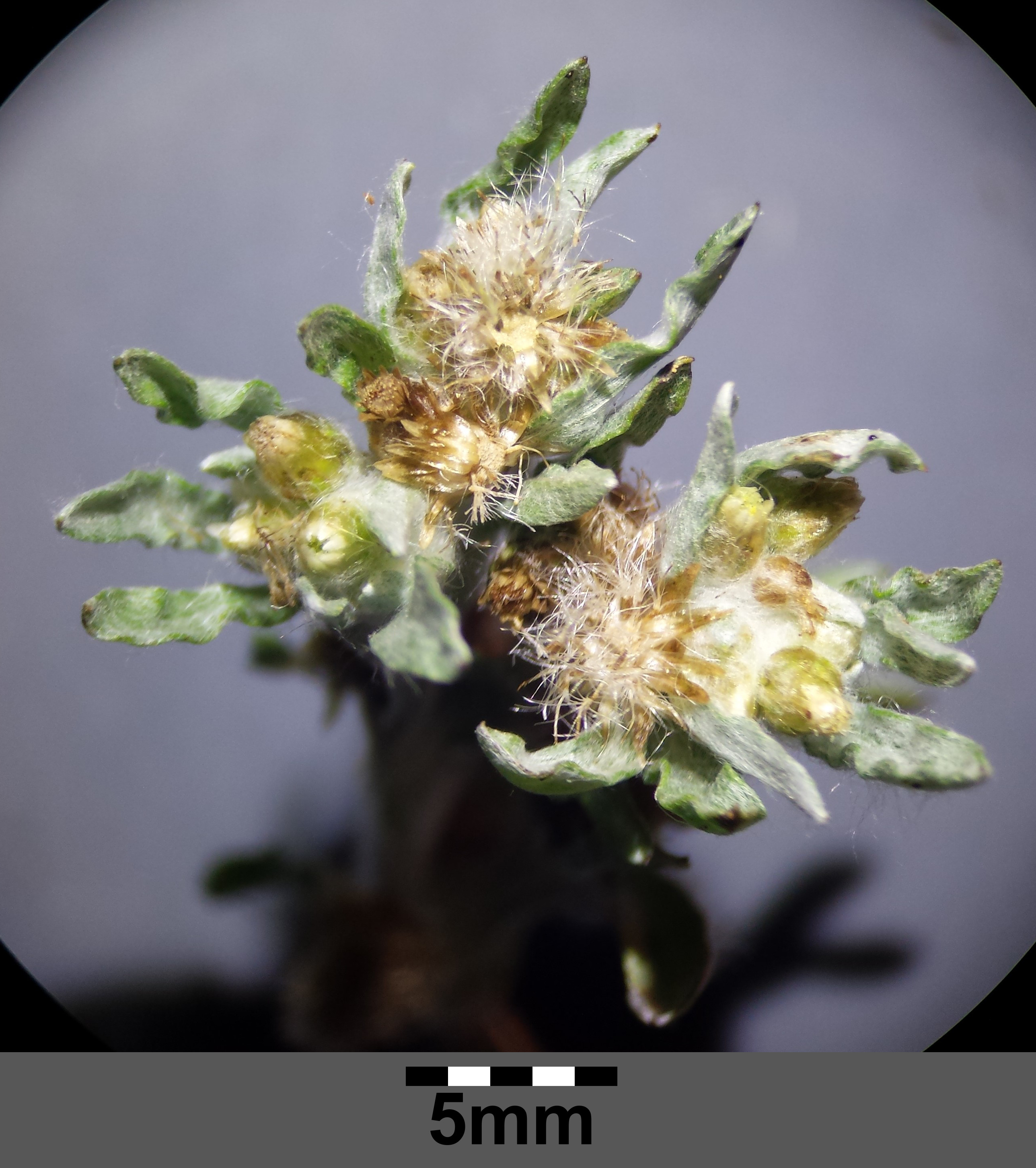
Koszyczki

PokrójRoślina zielna osiągająca wysokość od 2 do 20 cm. Łodyga wzniesiona lub pokładająca się, zwykle od nasady rozgałęziona, silnie wełnisto filcowata, rzadko słabo owłosiona lub naga.
LiścieSkrętoległe, zwężone u nasady, lancetowate, osiągające od 2 do 5 cm długości i  do 4 mm szerokości; tępe lub słabo zaostrzone na wierzchołku, 1-nerwowe, zwykle obustronnie owłosione filcowato, rzadziej słabo owłosione lub nagie.
KwiatyW drobnych koszyczkach skupionych po 3–10 w liczne główki na szczytach rozgałęzień pędów. Główki te otoczone są dłuższymi od nich liśćmi. Listki okrywy koszyczków wyrastają w 2–3 szeregach, są błoniaste, jasnobrązowe, na brzegu ciemniejsze. Zewnętrzne listki są jajowate, tępe i osiągają 2 mm długości. Wewnętrzne są węższe, dłuższe (do 3 mm) i czasem bywają słabo zaostrzone. Kwiaty w koszyczkach są żółtawobiałe, osiągają do 2 mm długości. Brzeżne kwiaty są nitkowate i żeńskie, środkowe są obupłciowe i rurkowate.
OwoceNagie lub krótko owłosione, podługowate niełupki osiągające ok. 0,5 mm. Zwieńczone są puchem kielichowym do 2 mm długości, łatwo odpadającym, białym i pierzastym.

## Biologia i ekologia
Roślina jednoroczna. Lubi siedliska wilgotne: brzegi rzek, wilgotne pola i ugory. W klasyfikacji zbiorowisk roślinnych gatunek charakterystyczny dla O. Cyperetalia fusci. Kwitnie od czerwca do października. Kwiaty przedprątne, zapylane przez błonkówki.

## Zastosowania
Była dawniej używana jako roślina lecznicza. Jej ziele Herba Gnaphalis uliginosi zawierające karoteny, fitosterole i olejki eteryczne stosowano jako środek obniżający ciśnienie krwi.